# Discografia di David Bowie
La discografia di David Bowie consiste in 25 album studio come solista e 2 con il gruppo dei Tin Machine di cui ha fatto parte (lo stesso Bowie prima di morire, in una lettera a Brian Eno, parla del suo ultimo lavoro come il suo 25º), 23 Album live, 52 raccolte, 10 EP, 120 singoli e 4 colonne sonore. Il debutto del musicista di Brixton si ha con il singolo Liza Jane dei Davie Jones & the King Bees, gruppo giovanile presto abbandonato per i Manish Boys con i quali pubblicherà due nuovi singoli tra il 1965 ed il 1966. La prima vera pubblicazione a nome David Bowie è Do Anything You Say, singolo del 1966. Bowie darà vita a quattro ulteriori singoli e al suo album di debutto, David Bowie (1967), prima di raggiungere il successo in Gran Bretagna con Space Oddity, del 1969. Il singolo omonimo raggiunge la posizione numero 5 nella classifica inglese, e rimarrà strettamente legato nell'immaginario collettivo all'evento dell'allunaggio di Neil Armstrong e dell'Apollo 11.
Tra il 1969 ed il 1971 Bowie pubblica tre ulteriori album, Space Oddity, The Man Who Sold the World e Hunky Dory. Il seguente The Rise and Fall of Ziggy Stardust and the Spiders from Mars, del 1972, è l'album che consegna a Bowie il primo grande successo nelle classifiche inglesi, grazie al quale i lavori precedenti riceveranno nuove e maggiori attenzioni dal pubblico. Bowie pubblica nove successivi album con la RCA che raggiungeranno la top five nella Official Albums Chart (In particolare Aladdin Sane, Pin Ups, Diamond Dogs e Scary Monsters (and Super Creeps) guadagneranno la posizione numero uno). I tre album che seguono verranno pubblicati sotto la EMI; Let's Dance, title track dell'omonimo album, diventerà il primo singolo di Bowie a raggiungere la prima posizione sia negli Stati Uniti che nel Regno Unito.
Nel 1989 Bowie crea con Reeves Gabrels il gruppo rock Tin Machine, che pubblicherà un album omonimo con la EMI. Tin Machine II lo seguirà nel 1991, registrando dei dati di vendita decisamente sotto le aspettative. Bowie continua nel frattempo la carriera solista con Black Tie White Noise del 1993, che raggiungerà la prima posizione nella Official Albums Chart. Da quel momento, Bowie ha pubblicato sei nuovi album studio. Ad oggi, tutti i 21 album studio di Bowie da Hunky Dory hanno conquistato almeno la top ten nella Official Albums Chart.  In totale 9 album di studio e 2 antologie hanno raggiunto la prima posizione nella classifica del Regno Unito.

## Album in studio
Quella che segue è la lista degli album studio di David Bowie, composta da 26 lavori eseguiti nel corso di ben 46 anni di carriera. Tra i 26 album della discografia, 2 risultano pubblicati a nome Tin Machine, gruppo del quale Bowie è stato componente dal 1988 al 1992; Tin Machine II, in particolare, è l'unico album da Hunky Dory a non rientrare nella top ten della classifica britannica.
Ad oggi, ben 11 album si sono attestati alla prima posizione della Official Albums Chart (curiosamente tra questi non risultano The Rise and Fall of Ziggy Stardust and the Spiders from Mars e "Heroes", considerati generalmente dalla critica forse i due migliori album di Bowie) e 18 nella top five.
Nei primi mesi del 2001 fu annunciata l'imminente uscita di Toy, album che è stato pubblicato postumo solo nel 2021.
| 1967                                                                                   | David Bowie - Pubblicazione: 1º giugno 1967 - Etichetta: Deram - Formato: LP                                                        | —  | —  | —  | —  | —   | —  | —  | —  | —  | —  | —   |                              |
| 1969                                                                                   | Space Oddity - Pubblicazione: 14 novembre 1969 - Etichetta: Philips/Mercury - Formato: LP                                           | —  | —  | 66 | —  | 105 | 60 | —  | —  | —  | 17 | 16  | : Oro                        |
| 1970                                                                                   | The Man Who Sold the World - Pubblicazione: 4 novembre 1970 - Etichetta: Mercury - Formato: LP                                      | —  | —  | —  | —  | 149 | 49 | 48 | —  | —  | 21 | 105 | : Oro                        |
| 1971                                                                                   | Hunky Dory - Pubblicazione: 17 dicembre 1971 - Etichetta: RCA Victor - Formato: LP                                                  | 52 | 39 | 32 | —  | 62  | 56 | —  | 30 | 16 | 3  | 57  | : Platino                    |
| 1972                                                                                   | The Rise and Fall of Ziggy Stardust and the Spiders from Mars - Pubblicazione: 16 giugno 1972 - Etichetta: RCA Victor - Formato: LP | 34 | 11 | 21 | 95 | 45  | 21 | 61 | 20 | 19 | 5  | 21  | : 2x Platino : Oro           |
| 1973                                                                                   | Aladdin Sane - Pubblicazione: 13 aprile 1973 - Etichetta: RCA Victor - Formato: LP                                                  | —  | 7  | —  | —  | 3   | 8  | 4  | —  | —  | 1  | 17  | : Platino : Oro              |
| 1973                                                                                   | Pin Ups - Pubblicazione: 19 ottobre 1973 - Etichetta: RCA Victor - Formato: LP                                                      | —  | 4  | —  | —  | 6   | 7  | 6  | —  | —  | 1  | 23  | : Oro                        |
| 1974                                                                                   | Diamond Dogs - Pubblicazione: 24 maggio 1974 - Etichetta: RCA Victor - Formato: LP                                                  | —  | 3  | —  | 40 | 4   | 16 | —  | —  | 3  | 1  | 5   | : Oro                        |
| 1975                                                                                   | Young Americans - Pubblicazione: 7 marzo 1975 - Etichetta: RCA Victor - Formato: LP                                                 | —  | 9  | 92 | —  | 107 | 92 | —  | 3  | 5  | 2  | 9   | : Oro                        |
| 1976                                                                                   | Station to Station - Pubblicazione: 23 gennaio 1976 - Etichetta: RCA Victor - Formato: LP                                           | 47 | 8  | 65 | 91 | 3   | 15 | 3  | 9  | 11 | 5  | 3   | : Oro                        |
| 1977                                                                                   | Low - Pubblicazione: 14 gennaio 1977 - Etichetta: RCA Victor - Formato: LP                                                          | 16 | 10 | 40 | 84 | 80  | 52 | 6  | 12 | 12 | 2  | 11  | : Oro                        |
| 1977                                                                                   | "Heroes" - Pubblicazione: 14 ottobre 1977 - Etichetta: RCA Victor - Formato: LP                                                     | 19 | 6  | 34 | 44 | 19  | 11 | 3  | 15 | 13 | 3  | 35  | : Oro                        |
| 1979                                                                                   | Lodger - Pubblicazione: 25 maggio 1979 - Etichetta: RCA Victor - Formato: LP                                                        | 13 | 11 | —  | —  | 11  | —  | 5  | 3  | 9  | 4  | 20  | : Oro                        |
| 1980                                                                                   | Scary Monsters (and Super Creeps) - Pubblicazione: 12 settembre 1980 - Etichetta: RCA - Formato: LP                                 | 20 | 1  | 75 | 8  | 1   | 81 | 3  | 1  | 4  | 1  | 12  | : Platino : Oro              |
| 1983                                                                                   | Let's Dance - Pubblicazione: 14 aprile 1983 - Etichetta: EMI - Formato: LP                                                          | 2  | 37 | 17 | 2  | 1   | 5  | 1  | 1  | 1  | 1  | 4   | : 5x Platino : Platino : Oro |
| 1984                                                                                   | Tonight - Pubblicazione: 24 settembre 1984 - Etichetta: EMI - Formato: LP                                                           | 8  | —  | 8  | 8  | —   | 7  | 1  | 4  | 4  | 1  | 11  | : 2x Platino : Platino : Oro |
| 1987                                                                                   | Never Let Me Down - Pubblicazione: 20 aprile 1987 - Etichetta: EMI - Formato: LP, CD                                                | 3  | —  | 18 | 11 | 6   | 4  | 9  | 14 | 2  | 6  | 34  | : Platino : Oro              |
| 1989                                                                                   | Tin Machine - Pubblicazione: 22 maggio 1989 - Etichetta: EMI - Formato: LP, CD                                                      | 19 | 42 | —  | —  | —   | 11 | 24 | —  | 9  | 3  | 28  | : Oro                        |
| 1991                                                                                   | Tin Machine II - Pubblicazione: 2 settembre 1991 - Etichetta: London/Victory - Formato: LP, CD                                      | 25 | —  | —  | —  | —   | 24 | 33 | —  | 19 | 23 | 126 |                              |
| 1993                                                                                   | Black Tie White Noise - Pubblicazione: 5 aprile 1993 - Etichetta: Savage Records/Arista - Formato: LP, CD                           | 18 | 12 | 18 | 15 | —   | 6  | 8  | 8  | 18 | 1  | 39  | : Oro                        |
| 1995                                                                                   | 1.Outside - Pubblicazione: 25 settembre 1995 - Etichetta: BMG/Arista/Virgin - Formato: LP, CD                                       | 22 | —  | 22 | 33 | —   | 21 | 38 | 37 | 13 | 8  | 21  | : Argento                    |
| 1997                                                                                   | Earthling - Pubblicazione: 3 febbraio 1997 - Etichetta: BMG/Arista/Virgin - Formato: LP, CD                                         | 15 | 45 | 20 | 11 | 9   | 14 | 19 | 15 | 5  | 6  | 39  | : Oro : Argento              |
| 1999                                                                                   | 'hours...' - Pubblicazione: 4 ottobre 1999 - Etichetta: Virgin - Formato: CD, 2×CD, DD                                              | 2  | 33 | 18 | 4  | 7   | 9  | 31 | 21 | 2  | 5  | 47  | : Oro : Argento              |
| 2002                                                                                   | Heathen - Pubblicazione: 11 giugno 2002 - Etichetta: Columbia/ISO Records - Formato: LP, CD, 2×CD, DD, SACD                         | 4  | 9  | 7  | 4  | 3   | 11 | 19 | 22 | 6  | 5  | 14  | : Oro                        |
| 2003                                                                                   | Reality - Pubblicazione: 15 settembre 2003 - Etichetta: Columbia/ISO Records - Formato: LP, CD, 2×CD, DD, DualDisc                  | 3  | 13 | 5  | 3  | 2   | 4  | 14 | 14 | 5  | 3  | 29  | : Oro                        |
| 2013                                                                                   | The Next Day - Pubblicazione: 8 marzo 2013 - Etichetta: Columbia/ISO Records - Formato: LP, CD, DD                                  | 2  | 2  | 1  | 1  | 2   | 2  | 1  | 1  | 1  | 1  | 2   | : Platino : Oro              |
| 2016                                                                                   | Blackstar - Pubblicazione: 8 gennaio 2016 - Etichetta: Columbia/ISO Records/Sony Music - Formato: LP, CD, DD                        | 1  | 1  | 1  | 1  | 1   | 1  | 1  | 1  | 1  | 1  | 1   | : 2x Platino : Platino : Oro |
| "—" Indica gli album non entrati in classifica o per i quali non ci sono informazioni. | |    |    |    |    |     |    |    |    |    |    |     |                              |

## Album dal vivo
| 1974                                                                                   | David Live - Pubblicazione: 29 ottobre 1974 - Etichetta: RCA Victor - Formato: 2xLP                                                       | —  | 9  | —  | —  | 165 | 22 | 89 | —  | —  | 2  | 8   | : Oro |
| 1978                                                                                   | Stage - Pubblicazione: 8 settembre 1978 - Etichetta: RCA Victor - Formato: 2xLP                                                           | —  | 11 | —  | —  | 162 | 24 | 2  | 1  | 29 | 5  | 44  | : Oro |
| 1983                                                                                   | Ziggy Stardust - The Motion Picture - Pubblicazione: ottobre 1983 - Etichetta: RCA - Formato: 2xLP                                        | —  | —  | —  | —  | —   | —  | —  | 39 | 42 | 17 | 89  |       |
| 1992                                                                                   | Tin Machine Live: Oy Vey, Baby - Pubblicazione: 2 luglio 1992 - Etichetta: London/Victory - Formato: CD, LP                               | —  | —  | —  | —  | —   | —  | —  | —  | —  | —  | —   |       |
| 1994                                                                                   | Santa Monica '72 - Pubblicazione: 25 aprile 1994 - Etichetta: Golden Years/Trident Music/Griffin Music - Formato: CD, 2xLP                | —  | —  | —  | —  | —   | —  | —  | —  | —  | 74 | —   |       |
| 1999                                                                                   | LiveAndWell.com - Pubblicazione: novembre 1999 - Etichetta: Risky Folio - Formato: CD                                                     | —  | —  | —  | —  | —   | —  | —  | —  | —  | 52 | —   |       |
| 2000                                                                                   | Bowie at the Beeb - Pubblicazione: 26 settembre 2000 - Etichetta: EMI/Virgin - Formato: 2xCD                                              | —  | —  | 88 | 69 | 27  | 45 | 56 | —  | 37 | 7  | 181 | : Oro |
| 2008                                                                                   | Live Santa Monica '72 - Pubblicazione: 30 giugno 2008 - Etichetta: EMI - Formato: CD, 2xLP                                                | —  | —  | —  | —  | 118 | 98 | 81 | —  | 40 | 61 | —   |       |
| 2008                                                                                   | Glass Spider Live - Pubblicazione: 23 ottobre 2008 - Etichetta: Immortal Records - Formato: 2xCD                                          | —  | —  | —  | —  | —   | —  | —  | —  | —  | —  | —   |       |
| 2009                                                                                   | VH1 Storytellers - Pubblicazione: 6 luglio 2009 - Etichetta: EMI/Virgin - Formato: CD, CD+DVD, DD                                         | —  | —  | —  | —  | —   | —  | —  | —  | —  | —  | —   |       |
| 2010                                                                                   | A Reality Tour - Pubblicazione: 25 gennaio 2010 - Etichetta: ISO/Columbia/Sony Music - Formato: 2xCD, DD                                  | 18 | 91 | 39 | 39 | 40  | 55 | 57 | —  | 56 | 53 | —   |       |
| 2017                                                                                   | Live Nassau Coliseum '76 - Pubblicazione: 10 febbraio 2017 - Etichetta: Parlophone - Formato: 2xCD, 2xLP, DD                              | —  | —  | —  | —  | —   | —  | —  | —  | —  | —  | —   |       |
| 2017                                                                                   | Cracked Actor (Live Los Angeles '74) - Pubblicazione: 16 giugno 2017 - Etichetta: Parlophone - Formato: 2xCD, DD                          | 73 | —  | —  | 88 | 191 | 51 | 49 | —  | —  | 20 | —   |       |
| 2018                                                                                   | Live In Berlin (1978) - Pubblicazione: 2 marzo 2018 - Etichetta: Parlophone - Formato: LP                                                 | —  | —  | —  | —  | —   | —  | —  | —  | —  | —  | —   |       |
| 2018                                                                                   | Welcome to the Blackout (Live London '78) - Pubblicazione: 21 aprile 2018 - Etichetta: Parlophone/Rhino Records - Formato: 2xCD, 3xLP, DD | 55 | —  | 75 | 58 | 127 | 83 | 32 | —  | —  | 16 | —   |       |
| 2018                                                                                   | Glastonbury 2000 - Pubblicazione: 30 novembre 2018 - Etichetta: Parlophone - Formato: 2xCD, 3xLP                                          | 50 | —  | 53 | 31 | 56  | 32 | 19 | —  | 39 | 25 | —   |       |
| 2019                                                                                   | Serious Moonlight (Live '83) - Pubblicazione: 15 febbraio 2019 - Etichetta: Parlophone - Formato: 2xCD, DD                                | —  | —  | —  | —  | —   | —  | —  | —  | —  | —  | —   |       |
| 2019                                                                                   | Glass Spider (Live Montreal '87) - Pubblicazione: 15 febbraio 2019 - Etichetta: Parlophone - Formato: 2xCD, DD                            | —  | —  | —  | —  | —   | —  | —  | —  | —  | —  | —   |       |
| 2019                                                                                   | Tin Machine: Live at La Cigale, Paris, 25th June, 1989 - Pubblicazione: 30 agosto 2019 - Etichetta: Parlophone - Formato: DD              | —  | —  | —  | —  | —   | —  | —  | —  | —  | —  | —   |       |
| 2020                                                                                   | Ouvrez le Chien (Live Dallas 95) - Pubblicazione: 3 luglio 2020 - Etichetta: Parlophone - Formato: DD                                     | —  | —  | —  | —  | —   | —  | —  | —  | —  | 32 | —   |       |
| 2020                                                                                   | Something in the Air (Live Paris 99) - Pubblicazione: 14 agosto 2020 - Etichetta: Parlophone - Formato: DD                                | —  | —  | —  | —  | —   | —  | —  | —  | —  | —  | —   |       |
| 2020                                                                                   | I'm Only Dancing (The Soul Tour 74) - Pubblicazione: 29 agosto 2020 - Etichetta: Parlophone - Formato: 2xLP, 2xCD, DD                     | —  | —  | —  | —  | —   | —  | —  | —  | —  | 18 | 104 |       |
| 2020                                                                                   | No Trendy Réchauffé (Live Birmingham 95) - Pubblicazione: 20 novembre 2020 - Etichetta: Parlophone - Formato: 2xLP, CD                    | —  | —  | —  | —  | —   | —  | —  | —  | —  | 86 | —   |       |
| "—" Indica gli album non entrati in classifica o per i quali non ci sono informazioni. | |    |    |    |    |     |    |    |    |    |    |     |       |

## Raccolte

### 1970-1979
| 1970                                                                                   | The World of David Bowie - Pubblicazione: marzo 1970 - Etichetta: Decca - Formato: LP       | — | — | — | — | —   | — | — | — | — | —   |                        |
| 1973                                                                                   | Images 1966-1967 - Pubblicazione: febbraio 1973 - Etichetta: London Records - Formato: 2xLP | — | — | — | — | —   | — | — | — | — | 144 |                        |
| 1973                                                                                   | The Beginning - Vol. 2 - Pubblicazione: maggio 1973 - Etichetta: Deram - Formato: LP        | — | — | — | — | —   | — | — | — | — | —   |                        |
| 1973                                                                                   | Best Deluxe - Pubblicazione: ottobre 1973 - Etichetta: RCA - Formato: 2xLP                  | — | — | — | — | —   | — | — | — | — | —   |                        |
| 1976                                                                                   | ChangesOneBowie - Pubblicazione: 20 maggio 1976 - Etichetta: RCA Victor - Formato: LP       | — | 8 | — | — | 197 | — | 8 | — | 2 | 10  | : 2x Platino : Platino |
| 1977                                                                                   | Starting Point - Pubblicazione: maggio 1977 - Etichetta: Decca/London Records - Formato: LP | — | — | — | — | —   | — | — | — | — | —   |                        |
| 1979                                                                                   | David Bowie - Pubblicazione: giugno 1979 - Etichetta: Decca - Formato: LP                   | — | — | — | — | —   | — | — | — | — | —   |                        |
| 1979                                                                                   | Chameleon - Pubblicazione: settembre 1979 - Etichetta: Starcall Records - Formato: LP       | — | — | — | — | —   | — | 1 | — | — | —   |                        |
| "—" Indica gli album non entrati in classifica o per i quali non ci sono informazioni. |                                                                                             |   |   |   |   |     |   |   |   |   |     |                        |

### 1980-1989
| 1980                                                                                   | The Best of Bowie - Pubblicazione: 15 dicembre 1980 - Etichetta: K-tel - Formato: LP                          | 12 | —  | — | —  | — | —  | 4  | —  | 25 | 3  | —   | : Platino          |
| 1981                                                                                   | Another Face - Pubblicazione: maggio 1981 - Etichetta: Decca/London Records - Formato: LP                     | —  | —  | — | —  | — | —  | —  | —  | —  | —  | —   |                    |
| 1981                                                                                   | ChangesTwoBowie - Pubblicazione: 16 novembre 1981 - Etichetta: RCA - Formato: LP                              | —  | —  | — | —  | — | —  | —  | 28 | 35 | 24 | 68  | : Oro              |
| 1982                                                                                   | Bowie Rare - Pubblicazione: dicembre 1982 - Etichetta: RCA - Formato: LP                                      | —  | —  | — | 13 | — | 22 | 27 | 10 | 5  | 34 | —   |                    |
| 1983                                                                                   | Golden Years - Pubblicazione: agosto 1983 - Etichetta: RCA - Formato: LP, CD                                  | —  | —  | — | 50 | — | —  | —  | 17 | 33 | 33 | 99  |                    |
| 1983                                                                                   | A Second Face - Pubblicazione: agosto 1983 - Etichetta: Decca/London Records - Formato: LP                    | —  | —  | — | —  | — | —  | —  | —  | —  | —  | —   |                    |
| 1984                                                                                   | Love You Till Tuesday - Pubblicazione: aprile 1984 - Etichetta: Deram Records - Formato: LP                   | —  | —  | — | —  | — | —  | —  | —  | —  | 53 | —   |                    |
| 1984                                                                                   | Fame and Fashion' - Pubblicazione: aprile 1984 - Etichetta: RCA - Formato: LP, CD                             | —  | —  | — | —  | — | 5  | —  | —  | —  | 40 | 147 |                    |
| 1985                                                                                   | David Bowie: The Collection - Pubblicazione: novembre 1985 - Etichetta: Castle Communications - Formato: 2xLP | —  | —  | — | —  | — | —  | —  | —  | —  | —  | —   | : Argento          |
| 1989                                                                                   | Sound + Vision - Pubblicazione: 19 settembre 1989 - Etichetta: Rykodisc - Formato: 6×LP, 3×CD + VCD           | —  | 72 | — | —  | — | —  | —  | 9  | —  | 63 | 97  | : 4x Platino : Oro |
| "—" Indica gli album non entrati in classifica o per i quali non ci sono informazioni. | |    |    |   |    |   |    |    |    |    |    |     |                    |

### 1990-1999
| 1990                                                                                   | Changesbowie - Pubblicazione: aprile 1990 - Etichetta: EMI/Rykodisc - Formato: 2xLP, CD                  | 5  | 6  | 18 | 7  | 6  | 11 | 6  | 2  | 14 | 1  | 39 | : Platino : Oro          |
| 1991                                                                                   | Early_On_(1964-1966) - Pubblicazione: luglio 1991 - Etichetta: Rhino Records - Formato: CD               | —  | —  | —  | —  | —  | —  | —  | —  | —  | —  | —  |                          |
| 1993                                                                                   | The Singles Collection - Pubblicazione: 16 novembre 1993 - Etichetta: EMI/Rykodisc - Formato: 2xCD, 3xLP | 37 | 49 | —  | 64 | —  | —  | 5  | 4  | 38 | 9  | —  | : Platino : 2x Oro : Oro |
| 1995                                                                                   | RarestOneBowie - Pubblicazione: maggio 1995 - Etichetta: Golden Years - Formato: CD                      | —  | —  | —  | —  | —  | —  | —  | —  | —  | —  | —  |                          |
| 1995                                                                                   | London Boy - Pubblicazione: 1995 - Etichetta: Spectrum/Karussell Int. - Formato: CD                      | —  | —  | —  | —  | —  | —  | —  | —  | —  | —  | —  |                          |
| 1997                                                                                   | The Deram Anthology 1966–1968 - Pubblicazione: 9 giugno 1997 - Etichetta: Deram Records - Formato: CD    | —  | —  | —  | —  | —  | —  | —  | —  | —  | —  | —  |                          |
| 1997                                                                                   | The Best of David Bowie 1969/1974 - Pubblicazione: 7 ottobre 1997 - Etichetta: EMI/Virgin - Formato: CD  | —  | 14 | 58 | —  | 87 | 40 | 81 | 14 | —  | 11 | —  | : Platino                |
| 1998                                                                                   | The Best of David Bowie 1974/1979 - Pubblicazione: aprile 1998 - Etichetta: EMI/Virgin - Formato: CD     | —  | 49 | —  | —  | —  | —  | —  | 38 | —  | 39 | —  | : Platino : Oro          |
| "—" Indica gli album non entrati in classifica o per i quali non ci sono informazioni. | |    |    |    |    |    |    |    |    |    |    |    |                          |

### 2000-2009
| 2001                                                                                   | All Saints - Pubblicazione: 9 luglio 2001 - Etichetta: EMI/Virgin - Formato: CD                                | —  | —  | —  | —  | —  | —  | —  | —  | —  | —  | —  |                                                        |
| 2002                                                                                   | Best of Bowie - Pubblicazione: 22 ottobre 2002 - Etichetta: EMI/Virgin - Formato: 2xCD                         | 13 | 6  | 15 | 16 | 19 | 18 | 19 | 6  | 9  | 1  | 4  | : 4x Platino : 3x Platino : 2x Platino : Platino : Oro |
| 2003                                                                                   | Club Bowie (Rare and Unreleased 12" Mixes) - Pubblicazione: 17 novembre 2003 - Etichetta: Virgin - Formato: CD | —  | —  | —  | —  | —  | —  | —  | —  | —  | —  | —  |                                                        |
| 2004                                                                                   | Musical Storyland - Pubblicazione: 24 aprile 2004 - Etichetta: Worlds In Ink - Formato: CD                     | —  | —  | —  | —  | —  | —  | —  | —  | —  | —  | —  |                                                        |
| 2005                                                                                   | The Collection - Pubblicazione: 3 maggio 2005 - Etichetta: EMI - Formato: CD                                   | —  | —  | —  | —  | —  | —  | —  | —  | —  | —  | —  |                                                        |
| 2005                                                                                   | The Platinum Collection - Pubblicazione: 7 novembre 2005 - Etichetta: EMI/Virgin - Formato: 3xCD               | —  | —  | —  | —  | —  | 37 | 25 | —  | 26 | 53 | 65 | : Oro                                                  |
| 2007                                                                                   | The Best of David Bowie 1980/1987 - Pubblicazione: 19 marzo 2007 - Etichetta: EMI/Virgin - Formato: CD         | 44 | 30 | —  | —  | 51 | 59 | 98 | 16 | —  | 34 | —  |                                                        |
| 2008                                                                                   | iSelect - Pubblicazione: 14 ottobre 2008 - Etichetta: EMI/Astralwerks - Formato: CD                            | —  | —  | —  | —  | —  | —  | —  | —  | —  | —  | —  |                                                        |
| "—" Indica gli album non entrati in classifica o per i quali non ci sono informazioni. | |    |    |    |    |    |    |    |    |    |    |    |                                                        |

### 2010-2025
| 2014                                                                                   | Nothing Has Changed - Pubblicazione: 14 novembre 2014 - Etichetta: Parlophone/Legacy/Columbia - Formato: 2xCD, 2xLP                 | 4  | 3  | 5  | 4  | 11  | 6   | 6  | 1 | 20 | 5  | 57  | : Platino : Oro |
| 2015                                                                                   | Five Years (1969-1973) - Pubblicazione: 25 settembre 2015 - Etichetta: Parlophone - Formato: 12xCD, 13xLP, DD                       | —  | —  | —  | 63 | 156 | 100 | 68 | — | —  | 45 | —   |                 |
| 2016                                                                                   | Who Can I Be Now? (1974-1976) - Pubblicazione: 23 settembre 2016 - Etichetta: Parlophone - Formato: 12xCD, 13xLP, DD                | 75 | —  | —  | 28 | 62  | 53  | 80 | — | —  | 21 | 192 |                 |
| 2016                                                                                   | Bowie Legacy - Pubblicazione: 11 novembre 2016 - Etichetta: Parlophone/Legacy/Columbia - Formato: 2xCD, 2xLP                        | —  | 31 | —  | 59 | 52  | 24  | 25 | 1 | —  | 5  | 78  | : Platino       |
| 2017                                                                                   | A New Career in a New Town (1977-1982) - Pubblicazione: 29 settembre 2017 - Etichetta: Parlophone - Formato: 11xCD, 13xLP, DD       | 59 | —  | —  | 24 | —   | 92  | 76 | 8 | 41 | 19 | 151 |                 |
| 2018                                                                                   | Loving the Alien (1983-1988) - Pubblicazione: 12 ottobre 2018 - Etichetta: Parlophone - Formato: 11xCD, 15xLP, DD                   | 48 | —  | 56 | 18 | 169 | 62  | 67 | — | —  | 19 | —   |                 |
| 2019                                                                                   | Spying Through a Keyhole - Pubblicazione: 5 aprile 2019 - Etichetta: Parlophone - Formato: 4x7"                                     | —  | —  | —  | —  | 118 | —   | —  | — | —  | 55 | —   |                 |
| 2019                                                                                   | Clareville Grove Demos - Pubblicazione: 17 maggio 2019 - Etichetta: Parlophone - Formato: 3x7"                                      | —  | —  | —  | —  | —   | —   | —  | — | —  | —  | —   |                 |
| 2019                                                                                   | The 'Mercury' Demos - Pubblicazione: 28 giugno 2019 - Etichetta: Parlophone - Formato: LP                                           | —  | —  | —  | —  | —   | —   | —  | — | —  | —  | —   |                 |
| 2019                                                                                   | Conversation Piece - Pubblicazione: 15 novembre 2019 - Etichetta: Parlophone - Formato: 5xCD                                        | —  | —  | —  | —  | —   | —   | —  | — | —  | —  | —   |                 |
| 2021                                                                                   | Brilliant Adventure (1992-2001) - Pubblicazione: 26 novembre 2021 - Etichetta: Parlophone/ISO - Formato: 11xCD, 18xLP, DD           | 35 | —  | —  | 23 | —   | —   | 58 | — | —  | 24 | —   |                 |
| 2025                                                                                   | I Can't Give Everything Away (2002-2016) - Pubblicazione: 12 settembre 2025 - Etichetta: Parlophone/ISO - Formato: 13xCD, 18xLP, DD |    |    |    |    |     |     |    |   |    |    |     |                 |
| "—" Indica gli album non entrati in classifica o per i quali non ci sono informazioni. | |    |    |    |    |     |     |    |   |    |    |     |                 |

## Extended plays
| Anno                                                                                | Dettagli EP | Posizioni classifica | Posizioni classifica | Posizioni classifica |
| Anno                                                                                | Dettagli EP | FR                   | UK                   | US                   |
| ----------------------------------------------------------------------------------- | --- | -------------------- | -------------------- | -------------------- |
| 1975                                                                                | Space Oddity - Pubblicazione: settembre 1975 - Etichetta: RCA - Formato: 7"                                             | —                    | 1                    | —                    |
| 1978                                                                                | Breaking Glass - Pubblicazione: 17 novembre 1978 - Etichetta: RCA - Formato: 7"                                         | —                    | 54                   | —                    |
| 1981                                                                                | Don't Be Fooled By the Name - Pubblicazione: settembre 1981 - Etichetta: PRT - Formato: 10"                             | —                    | —                    | —                    |
| 1982                                                                                | Baal - Pubblicazione: 13 febbraio 1982 - Etichetta: RCA - Formato: 7", 12"                                              | —                    | 29                   | —                    |
| 1982                                                                                | The Mannish Boys/Davy Jones and the Lower Third - Pubblicazione: ottobre 1982 - Etichetta: See for Miles - Formato: 10" | —                    | —                    | —                    |
| 2009                                                                                | Space Oddity - Pubblicazione: 20 luglio 2009 - Etichetta: EMI - Formato: DD                                             | —                    | —                    | —                    |
| 2013                                                                                | The Next Day Extra - Pubblicazione: 4 novembre 2013 - Etichetta: ISO Records/Columbia - Formato: 3xCD, DD               | —                    | —                    | —                    |
| 2013                                                                                | The Toy Soldier EP - Pubblicazione: 17 giugno 2013 - Etichetta: Acid Jazz Records - Formato: 7"                         | —                    | —                    | —                    |
| 2017                                                                                | No Plan - Pubblicazione: 8 gennaio 2017 - Etichetta: Columbia/Sony Music - Formato: DD, CD, 12"                         | 88                   | 92                   | 131                  |
| 2020                                                                                | Is It Any Wonder? - Pubblicazione: 14 gennaio 2020 - Etichetta: Parlophone - Formato: LP, CD, DD                        | —                    | 10                   | —                    |
| "—" Indica gli EP non entrati in classifica o per i quali non ci sono informazioni. | |                      |                      |                      |

## Singoli

### 1960-1969
| 1964                                                                                   | Liza Jane Lato B: Louie, Louie Go Home                      | —  | —  | —  | —  | — | —  | — | —  | — | — | — |       | Singolo non estratto da album. |
| 1965                                                                                   | I Pity the Fool Lato B: Take My Tip                         | —  | —  | —  | —  | — | —  | — | —  | — | — | — |       | Singolo non estratto da album. |
| 1965                                                                                   | You've Got a Habit of Leaving Lato B: Baby Loves that Way   | —  | —  | —  | —  | — | —  | — | —  | — | — | — |       | Singolo non estratto da album. |
| 1966                                                                                   | Can't Help Thinking About Me Lato B: And I Say to Myself    | —  | —  | —  | —  | — | —  | — | —  | — | — | — |       | Singolo non estratto da album. |
| 1966                                                                                   | Do Anything You Say Lato B: Good Morning Girl               | —  | —  | —  | —  | — | —  | — | —  | — | — | — |       | Singolo non estratto da album. |
| 1966                                                                                   | I Dig Everything Lato B: I'm Not Losing Sleep               | —  | —  | —  | —  | — | —  | — | —  | — | — | — |       | Singolo non estratto da album. |
| 1966                                                                                   | Rubber Band Lato B: The London Boys                         | —  | —  | —  | —  | — | —  | — | —  | — | — | — |       | David Bowie                    |
| 1967                                                                                   | The Laughing Gnome Lato B: The Gospel According to Tony Day | —  | —  | —  | —  | — | —  | — | —  | — | — | — |       | Singolo non estratto da album. |
| 1967                                                                                   | Love You Till Tuesday Lato B: Did You Ever Have a Dream     | —  | —  | —  | —  | — | —  | — | —  | — | — | — |       | David Bowie                    |
| 1969                                                                                   | Space Oddity Lato B: Wild Eyed Boy from Freecloud           | 27 | 31 | 15 | 40 | 1 | 54 | 8 | 18 | — | 5 | — | : Oro | Space Oddity                   |
| "—" Indica i singoli non entrati in classifica o per i quali non ci sono informazioni. |                                                             |    |    |    |    |   |    |   |    |   |   |   |       |                                |

### 1970-1979
| 1970                                                                                   | Ragazzo solo, ragazza sola Lato B: Wild Eyed Boy from Freecloud      | —  | —  | —  | —  | —   | —  | —  | —  | —  | —  | —  |                 | Singolo non estratto da album.                                                  |
| 1970                                                                                   | The Prettiest Star Lato B: Conversation Piece                        | —  | —  | —  | —  | —   | —  | —  | —  | —  | —  | —  |                 | Singolo non estratto da album.                                                  |
| 1970                                                                                   | Memory of a Free Festival Lato B: Memory of a Free Festival (Part 2) | —  | —  | —  | —  | —   | —  | —  | —  | —  | —  | —  |                 | Space Oddity                                                                    |
| 1971                                                                                   | Holy Holy Lato B: Black Country Rock                                 | —  | —  | —  | —  | —   | —  | —  | —  | —  | —  | —  |                 | Singolo non estratto da album.                                                  |
| 1971                                                                                   | All the Madmen Lato B: Janine                                        | —  | —  | —  | —  | —   | —  | —  | —  | —  | —  | —  |                 | The Man Who Sold the World                                                      |
| 1971                                                                                   | Moonage Daydream Lato B: Hang On to Yourself                         | —  | —  | —  | —  | —   | —  | —  | —  | —  | —  | —  |                 | Singolo non estratto da album.                                                  |
| 1972                                                                                   | Changes Lato B: Andy Warhol                                          | —  | —  | —  | —  | 84  | —  | 10 | —  | —  | 49 | 41 | : Argento       | Hunky Dory                                                                      |
| 1972                                                                                   | Starman Lato B: Suffragette City                                     | 55 | 37 | —  | —  | 27  | 32 | 18 | —  | —  | 10 | 65 | : Oro           | The Rise and Fall of Ziggy Stardust and the Spiders from Mars                   |
| 1972                                                                                   | Hang On to Yourself Lato B: Man in the Middle                        | —  | —  | —  | —  | —   | —  | —  | —  | —  | —  | —  |                 | Singolo non estratto da album.                                                  |
| 1972                                                                                   | John, I'm Only Dancing Lato B: Hang On to Yourself                   | —  | —  | —  | —  | —   | —  | —  | —  | —  | 12 | —  |                 | Singolo non estratto da album.                                                  |
| 1972                                                                                   | The Jean Genie Lato B: Ziggy Stardust                                | —  | 42 | —  | 37 | 22  | 38 | 5  | —  | —  | 2  | 71 |                 | Aladdin Sane                                                                    |
| 1973                                                                                   | Space Oddity Lato B: The Man Who Sold The World                      | —  | 9  | —  | —  | —   | —  | —  | 6  | —  | —  | 15 |                 | Space Oddity                                                                    |
| 1973                                                                                   | Drive-In Saturday Lato B: Round and Round                            | —  | —  | —  | —  | 50  | —  | —  | —  | —  | 3  | —  |                 | Aladdin Sane                                                                    |
| 1973                                                                                   | TimeLato B: The Prettiest Star                                       | —  | —  | —  | —  | —   | —  | —  | —  | —  | —  | —  |                 | Aladdin Sane                                                                    |
| 1973                                                                                   | Life on Mars? Lato B: The Man Who Sold the World                     | —  | 67 | 48 | 39 | 26  | 33 | 95 | —  | 44 | 3  | —  | : Oro           | Hunky Dory                                                                      |
| 1973                                                                                   | Let's Spend the Night Together Lato B: Lady Grinning Soul            | —  | —  | —  | —  | —   | —  | 19 | —  | —  | —  | —  |                 | Aladdin Sane                                                                    |
| 1973                                                                                   | The Laughing Gnome                                                   | —  | 57 | —  | —  | —   | —  | —  | 3  | —  | 6  | —  | : Argento       | Singolo non estratto da album.                                                  |
| 1973                                                                                   | Sorrow Lato B: Amsterdam                                             | —  | 1  | —  | 39 | —   | —  | 29 | 1  | —  | 3  | —  | : Argento       | Pin Ups                                                                         |
| 1974                                                                                   | Rebel Rebel Lato B: Queen Bitch                                      | —  | 29 | —  | 33 | 12  | 32 | 8  | 16 | —  | 5  | 64 | : Oro : Argento | Diamond Dogs                                                                    |
| 1974                                                                                   | Rock 'n' Roll Suicide Lato B: Quicksand                              | —  | —  | —  | —  | 30  | —  | —  | —  | —  | 22 | —  |                 | The Rise and Fall of Ziggy Stardust and the Spiders from Mars                   |
| 1974                                                                                   | Diamond Dogs Lato B: Holy Holy                                       | —  | 66 | —  | —  | 26  | —  | —  | —  | —  | 21 | —  |                 | Diamond Dogs                                                                    |
| 1974                                                                                   | 1984 Lato B: Queen Bitch                                             | —  | —  | —  | —  | —   | —  | —  | 17 | —  | —  | —  |                 | Diamond Dogs                                                                    |
| 1974                                                                                   | Knock on Wood (live) Lato B: Panic in Detroit (live)                 | —  | 49 | —  | —  | 143 | —  | —  | —  | —  | 10 | —  |                 | David Live                                                                      |
| 1974                                                                                   | Rock 'n' Roll with Me (live) Lato B: Panic in Detroit (live)         | —  | —  | —  | —  | —   | —  | —  | —  | —  | —  | —  |                 | David Live                                                                      |
| 1975                                                                                   | Young Americans Lato B: Suffragette City (live)                      | —  | 27 | —  | —  | 51  | 45 | —  | 1  | —  | 18 | 28 |                 | Young Americans                                                                 |
| 1975                                                                                   | Fame Lato B: Right                                                   | —  | —  | —  | —  | 87  | 19 | 6  | —  | —  | 17 | 1  | : Oro           | Young Americans                                                                 |
| 1975                                                                                   | Golden Years Lato B: Can You Hear Me?                                | —  | 34 | —  | —  | 54  | 8  | 6  | 18 | 10 | 8  | 10 |                 | Station to Station                                                              |
| 1976                                                                                   | TVC 15 Lato B: We Are the Dead                                       | —  | —  | —  | —  | 53  | —  | —  | —  | 18 | 33 | 64 |                 | Station to Station                                                              |
| 1976                                                                                   | Suffragette City Lato B: Stay                                        | —  | —  | —  | —  | —   | —  | —  | —  | —  | —  | —  |                 | The Rise and Fall of Ziggy Stardust and the Spiders from Mars / ChangesOneBowie |
| 1976                                                                                   | Stay Lato B: Word on a Wing                                          | —  | —  | —  | —  | —   | —  | —  | —  | —  | —  | —  |                 | Station to Station                                                              |
| 1977                                                                                   | Sound and Vision Lato B: A New Career in a New Town                  | 15 | 74 | —  | 6  | —   | —  | 2  | 7  | —  | 3  | 69 |                 | Low                                                                             |
| 1977                                                                                   | Be My Wife Lato B: Speed of Life                                     | —  | —  | —  | —  | 77  | —  | —  | —  | —  | —  | —  |                 | Low                                                                             |
| 1977                                                                                   | "Heroes" Lato B: V-2 Schneider                                       | 19 | 11 | 17 | 19 | 54  | 21 | 9  | 35 | 37 | 24 | —  | : Platino : Oro | "Heroes"                                                                        |
| 1978                                                                                   | Beauty and the Beast Lato B: Sense of Doubt                          | —  | —  | —  | —  | —   | —  | —  | —  | —  | 39 | —  |                 | "Heroes"                                                                        |
| 1979                                                                                   | Boys Keep Swinging Lato B: Fantastic Voyage                          | —  | 85 | —  | —  | 68  | —  | 16 | —  | —  | 7  | —  |                 | Lodger                                                                          |
| 1979                                                                                   | DJ Lato B: Repetition                                                | —  | 98 | —  | —  | —   | —  | —  | —  | —  | 29 | —  |                 | Lodger                                                                          |
| 1979                                                                                   | Yassassin Lato B: Repetition                                         | —  | —  | —  | —  | —   | —  | —  | —  | —  | —  | —  |                 | Lodger                                                                          |
| 1979                                                                                   | Look Back in Anger Lato B: Repetition                                | —  | —  | —  | —  | —   | —  | —  | —  | —  | —  | —  |                 | Lodger                                                                          |
| 1979                                                                                   | John, I'm Only Dancing (Again) Lato B: John, I'm Only Dancing        | —  | —  | —  | —  | —   | —  | —  | —  | —  | 12 | —  |                 | Singolo non estratto da album.                                                  |
| "—" Indica i singoli non entrati in classifica o per i quali non ci sono informazioni. |                                                                      |    |    |    |    |     |    |    |    |    |    |    |                 |                                                                                 |

### 1980-1989
| 1980                                                                                   | Alabama Song Lato B: Space Oddity                                  | —  | —  | —  | —  | —  | —  | —  | —  | —  | 23 | —  |                              | Singolo non estratto da album.                                  |
| 1980                                                                                   | Crystal Japan Lato B: Alabama Song                                 | —  | —  | —  | —  | —  | —  | —  | —  | —  | —  | —  |                              | Singolo non estratto da album.                                  |
| 1980                                                                                   | Ashes to Ashes Lato B: Move On                                     | 6  | 3  | 11 | 9  | 14 | —  | 15 | 6  | 6  | 1  | —  | : Argento                    | Scary Monsters (and Super Creeps)                               |
| 1980                                                                                   | Fashion Lato B: Scream Like a Baby                                 | —  | 27 | —  | 34 | 38 | —  | —  | 22 | 7  | 5  | 70 | : Argento                    | Scary Monsters (and Super Creeps)                               |
| 1981                                                                                   | Scary Monsters (and Super Creeps) Lato B: Because You're Young     | —  | —  | —  | —  | —  | —  | —  | —  | —  | 20 | —  |                              | Scary Monsters (and Super Creeps)                               |
| 1981                                                                                   | Up the Hill Backwards Lato B: Crystal Japan                        | —  | —  | —  | —  | —  | —  | —  | —  | —  | 32 | —  |                              | Scary Monsters (and Super Creeps)                               |
| 1981                                                                                   | Under Pressure Lato B: Soul Brother                                | 10 | 6  | 10 | 21 | 51 | 20 | 1  | 6  | 10 | 1  | 29 | : 2x Platino : Platino : Oro | Hot Space                                                       |
| 1981                                                                                   | Wild Is the Wind Lato B: Golden Years                              | —  | —  | —  | —  | —  | —  | —  | —  | —  | 24 | —  |                              | Station to Station / ChangesTwoBowie                            |
| 1982                                                                                   | Cat People (Putting Out Fire) Lato B: Paul's Theme (Jogging Chase) | —  | —  | 8  | —  | —  | 43 | —  | 1  | 1  | 26 | 67 |                              | Cat People (Original Soundtrack)                                |
| 1982                                                                                   | Peace on Earth/Little Drummer Boy Lato B: Fantastic Voyage         | 53 | —  | —  | —  | —  | —  | —  | —  | 12 | 3  | —  | : Argento                    | Singolo non estratto da album.                                  |
| 1983                                                                                   | Let's Dance Lato B: Cat People (Putting Out Fire)                  | 2  | 2  | 1  | 2  | 2  | 3  | 1  | 1  | 1  | 1  | 1  | : Platino : Oro              | Let's Dance                                                     |
| 1983                                                                                   | China Girl Lato B: Shake It                                        | 9  | —  | 8  | 6  | 15 | 36 | 5  | 3  | 5  | 2  | 10 | : Oro : Argento              | Let's Dance                                                     |
| 1983                                                                                   | Modern Love Lato B: Modern Love (Live)                             | —  | —  | 17 | 27 | 71 | —  | 10 | 6  | —  | 2  | 14 | : Oro : Argento              | Let's Dance                                                     |
| 1983                                                                                   | Without You Lato B: Criminal World                                 | —  | —  | —  | —  | —  | —  | —  | —  | —  | —  | 73 |                              | Let's Dance                                                     |
| 1983                                                                                   | White Light/White Heat (live) Lato B: Cracked Actor (live)         | —  | —  | —  | —  | —  | —  | —  | —  | —  | 46 | —  |                              | Ziggy Stardust - The Motion Picture                             |
| 1984                                                                                   | Blue Jean Lato B: Dancing with the Big Boys                        | 16 | —  | 14 | 21 | 21 | 19 | 10 | 7  | 5  | 6  | 8  | : Oro                        | Tonight                                                         |
| 1984                                                                                   | Tonight Lato B: Tumble and Twirl                                   | 22 | —  | 23 | —  | —  | —  | 45 | —  | —  | 53 | 53 |                              | Tonight                                                         |
| 1985                                                                                   | This Is Not America Lato B: This Is Not America (instr.)           | 5  | —  | 6  | 5  | 50 | 5  | 2  | 12 | 2  | 14 | 32 |                              | The Falcon and the Snowman (Original Motion Picture Soundtrack) |
| 1985                                                                                   | Loving the Alien Lato B: Don't Look Down                           | —  | —  | —  | 27 | —  | —  | 25 | 35 | —  | 19 | —  |                              | Tonight                                                         |
| 1985                                                                                   | Dancing in the Street Lato B: Dancing in the Street (instr.)       | 6  | —  | 9  | 6  | 14 | 3  | 1  | 2  | 4  | 1  | 7  | : Oro                        | Singolo non estratto da album.                                  |
| 1986                                                                                   | Absolute Beginners Lato B: Absolute Beginners (Dub Mix)            | 2  | —  | 3  | 7  | 13 | 3  | 8  | 4  | 5  | 2  | 53 | : Argento                    | Absolute Beginners: The Original Motion Picture Soundtrack      |
| 1986                                                                                   | Underground Lato B: Underground (instr.)                           | —  | —  | 14 | 20 | 78 | 18 | 7  | 6  | 19 | 21 | —  |                              | Labyrinth                                                       |
| 1986                                                                                   | When the Wind Blows Lato B: When the Wind Blows (instr.)           | —  | —  | —  | —  | 92 | 35 | 50 | —  | —  | 44 | —  |                              | When the Wind Blows                                             |
| 1987                                                                                   | Magic Dance (A Dance Mix)                                          | —  | —  | —  | —  | —  | 40 | —  | 40 | —  | —  | —  |                              | Labyrinth                                                       |
| 1987                                                                                   | Day-In Day-Out Lato B: Julie                                       | 25 | —  | 28 | 25 | 15 | 11 | 15 | 12 | 5  | 17 | 21 |                              | Never Let Me Down                                               |
| 1987                                                                                   | Time Will Crawl Lato B: Girls                                      | —  | —  | —  | 57 | —  | 26 | 71 | —  | —  | 33 | —  |                              | Never Let Me Down                                               |
| 1987                                                                                   | Never Let Me Down Lato B: '87 and Cry                              | —  | —  | —  | —  | 28 | —  | 70 | —  | —  | 34 | 27 |                              | Never Let Me Down                                               |
| 1989                                                                                   | Under the God Lato B: Sacrifice Yourself                           | —  | —  | —  | —  | —  | —  | —  | —  | —  | 51 | —  |                              | Tin Machine                                                     |
| 1989                                                                                   | Tin Machine Lato B: Maggie's Farm (live)                           | —  | —  | —  | —  | —  | —  | —  | —  | —  | 48 | —  |                              | Tin Machine                                                     |
| 1989                                                                                   | Prisoner of Love Lato B: Baby Can Dance                            | —  | —  | —  | —  | —  | —  | —  | —  | —  | 77 | —  |                              | Tin Machine                                                     |
| "—" Indica i singoli non entrati in classifica o per i quali non ci sono informazioni. |                                                                    |    |    |    |    |    |    |    |    |    |    |    |                              |                                                                 |

### 1990-1999
| 1990                                                                                   | Fame '90 Lato B: Fame '90 (Queen Latifah's Rap Version)               | —  | —  | 29 | 36 | —  | 17 | 16 | 32 | —  | 28 | —  |  | Changesbowie              |
| 1991                                                                                   | You Belong in Rock 'n' Roll Lato B: Amlapura (Indonesian version)     | —  | —  | —  | —  | —  | —  | —  | —  | —  | 33 | —  |  | Tin Machine II            |
| 1991                                                                                   | Baby Universal Lato B: You Belong in Rock 'n' Roll (Extended Version) | —  | —  | —  | —  | —  | —  | —  | —  | —  | 48 | —  |  | Tin Machine II            |
| 1991                                                                                   | One Shot Lato B: Hammerhead                                           | —  | —  | —  | —  | —  | —  | —  | —  | —  | —  | —  |  | Tin Machine II            |
| 1992                                                                                   | Real Cool World Lato B: Real Cool World (instr.)                      | —  | —  | —  | 83 | —  | —  | 27 | —  | 26 | 53 | —  |  | Songs from the Cool World |
| 1993                                                                                   | Jump They Say Lato B: Pallas Athena (Don't Stop Praying Mix)          | —  | —  | 40 | 43 | 76 | 5  | 24 | 15 | 23 | 9  | —  |  | Black Tie White Noise     |
| 1993                                                                                   | Black Tie White Noise Lato B: You've Been Around (Dangers Remix)      | —  | —  | —  | —  | —  | —  | —  | —  | —  | 36 | —  |  | Black Tie White Noise     |
| 1993                                                                                   | Miracle Goodnight Lato B: Looking for Lester                          | —  | —  | —  | —  | —  | —  | —  | —  | —  | 40 | —  |  | Black Tie White Noise     |
| 1993                                                                                   | The Buddha of Suburbia Lato B: Dead Against It                        | —  | —  | —  | —  | —  | —  | —  | —  | —  | 35 | —  |  | The Buddha of Suburbia    |
| 1995                                                                                   | The Hearts Filthy Lesson                                              | —  | —  | —  | —  | —  | —  | —  | —  | 34 | 35 | 92 |  | 1.Outside                 |
| 1995                                                                                   | Strangers When We Meet Lato B: The Man Who Sold the World (Live)      | —  | —  | —  | —  | —  | —  | —  | —  | 56 | 39 | —  |  | 1.Outside                 |
| 1996                                                                                   | Hallo Spaceboy                                                        | 37 | 36 | —  | 59 | —  | —  | 33 | —  | 12 | 12 | —  |  | 1.Outside                 |
| 1996                                                                                   | Telling Lies                                                          | —  | —  | —  | —  | —  | —  | —  | —  | 53 | 76 | —  |  | Earthling                 |
| 1997                                                                                   | Little Wonder                                                         | —  | 94 | —  | —  | —  | —  | 50 | —  | —  | 14 | —  |  | Earthling                 |
| 1997                                                                                   | Dead Man Walking                                                      | —  | —  | —  | —  | —  | —  | —  | —  | —  | 32 | —  |  | Earthling                 |
| 1997                                                                                   | Seven Years in Tibet                                                  | —  | —  | —  | —  | —  | —  | —  | —  | —  | 61 | —  |  | Earthling                 |
| 1997                                                                                   | I'm Afraid of Americans                                               | —  | —  | —  | —  | —  | —  | —  | —  | —  | —  | 66 |  | Earthling                 |
| 1997                                                                                   | I Can't Read                                                          | —  | —  | —  | —  | —  | —  | —  | —  | —  | 73 | —  |  | The Ice Storm             |
| 1999                                                                                   | Thursday's Child                                                      | —  | —  | —  | 62 | 32 | 17 | 81 | —  | 48 | 16 | —  |  | 'hours...'                |
| 1999                                                                                   | The Pretty Things Are Going to Hell                                   | —  | —  | —  | —  | —  | —  | —  | —  | —  | —  | —  |  | 'hours...'                |
| "—" Indica i singoli non entrati in classifica o per i quali non ci sono informazioni. |                                                                       |    |    |    |    |    |    |    |    |    |    |    |  |                           |

### 2000-2009
| 2000                                                                                   | Survive                   | —  | — | —  | —  | —  | —  | —  | — | — | 28 | — |  | 'hours...'                     |
| 2000                                                                                   | Seven                     | —  | — | —  | —  | —  | —  | 97 | — | — | 32 | — |  | 'hours...'                     |
| 2002                                                                                   | Slow Burn                 | 69 | — | 80 | —  | —  | 23 | 69 | — | — | 94 | — |  | Heathen                        |
| 2002                                                                                   | Everyone Says 'Hi'        | —  | — | —  | 83 | —  | —  | —  | — | — | 20 | — |  | Heathen                        |
| 2002                                                                                   | I've Been Waiting for You | —  | — | —  | —  | —  | —  | —  | — | — | —  | — |  | Heathen                        |
| 2003                                                                                   | New Killer Star           | —  | — | —  | —  | 63 | 64 | —  | — | — | —  | — |  | Reality                        |
| 2004                                                                                   | Never Get Old             | —  | — | —  | —  | —  | —  | —  | — | — | —  | — |  | Reality                        |
| 2004                                                                                   | Rebel Never Gets Old      | —  | — | —  | —  | —  | —  | —  | — | — | 47 | — |  | Singolo non estratto da album. |
| "—" Indica i singoli non entrati in classifica o per i quali non ci sono informazioni. |                           |    |   |    |    |    |    |    |   |   |    |   |  |                                |

### 2010-2019
| 2013                                                                                   | Where Are We Now?             | 40 | 78 | 52 | 47 | 2   | 10 | 7  | — | —  | 6  | —  |  | The Next Day                   |
| 2013                                                                                   | The Stars (Are Out Tonight)   | —  | —  | —  | —  | —   | —  | 88 | — | —  | —  | —  |  | The Next Day                   |
| 2013                                                                                   | The Next Day                  | —  | —  | —  | —  | —   | —  | —  | — | —  | —  | —  |  | The Next Day                   |
| 2013                                                                                   | Valentine's DayLato B: Plan   | —  | —  | —  | —  | —   | —  | —  | — | —  | —  | —  |  | The Next Day                   |
| 2013                                                                                   | Love Is Lost                  | —  | —  | —  | —  | —   | —  | —  | — | —  | —  | —  |  | The Next Day                   |
| 2013                                                                                   | Sound and Vision 2013         | —  | —  | —  | —  | —   | —  | —  | — | —  | —  | —  |  | Singolo non estratto da album. |
| 2014                                                                                   | 'Tis a Pity She Was a Whore   | —  | —  | —  | —  | —   | —  | 68 | — | 63 | —  | —  |  | Singolo non estratto da album. |
| 2014                                                                                   | Sue (Or in a Season of Crime) | —  | —  | 54 | —  | 33  | —  | 83 | — | 96 | 81 | —  |  | Nothing Has Changed            |
| 2015                                                                                   | Blackstar                     | 69 | —  | 20 | 97 | 75  | 31 | 44 | — | 50 | 61 | 78 |  | Blackstar                      |
| 2015                                                                                   | Lazarus                       | 38 | 72 | 16 | 77 | 35  | 23 | 32 | — | 44 | 45 | 40 |  | Blackstar                      |
| 2016                                                                                   | I Can't Give Everything Away  | —  | —  | 45 | —  | 142 | —  | —  | — | —  | —  | —  |  | Blackstar                      |
| 2016                                                                                   | Life on Mars? (2016 Mix)      | —  | —  | —  | —  | —   | 33 | —  | — | —  | —  | —  |  | Bowie Legacy                   |
| 2018                                                                                   | Let's Dance (Demo)            | —  | —  | —  | —  | —   | —  | —  | — | —  | —  | —  |  | Singolo non estratto da album. |
| "—" Indica i singoli non entrati in classifica o per i quali non ci sono informazioni. |                               |    |    |    |    |     |    |    |   |    |    |    |  |                                |

## Colonne sonore
| 1981                                                                                   | Christiane F. - Pubblicazione: aprile 1981 - Etichetta: RCA - Formato: LP                                                    | 3  | —  | —  | 5  | —  | —  | —  | —  | 135 |
| 1986                                                                                   | Labyrinth - Pubblicazione: 23 giugno 1986 - Etichetta: EMI - Formato: LP                                                     | —  | —  | —  | 29 | —  | 39 | 15 | 38 | 68  |
| 1993                                                                                   | The Buddha of Suburbia - Pubblicazione: 8 novembre 1993 - Etichetta: Arista/BMG - Formato: CD                                | —  | —  | —  | —  | —  | —  | —  | 87 | —   |
| 2016                                                                                   | Lazarus: Original Cast Recording - Pubblicazione: 21 ottobre 2016 - Etichetta: Columbia/Sony Music - Formato: 2xCD, 2xLP, DD | 51 | 57 | 85 | 62 | 48 | 19 | 4  | 10 | 129 |
| "—" Indica gli album non entrati in classifica o per i quali non ci sono informazioni. | |    |    |    |    |    |    |    |    |     |

## Altre apparizioni

### Colonne sonore
| Anno | Brano                                                                | Film                     | Note                                                                       |
| ---- | -------------------------------------------------------------------- | ------------------------ | -------------------------------------------------------------------------- |
| 1979 | Revolutionary Song                                                   | Gigolò                   | Scritta con Jack Fishman ed eseguita da The Rebels.                        |
| 1982 | Cat People (Putting Out Fire)                                        | Il bacio della pantera   | Scritta con Giorgio Moroder.                                               |
| 1985 | This Is Not America                                                  | Il gioco del falco       | Scritta ed eseguita con Pat Metheny.                                       |
| 1986 | Absolute Beginners That's Motivation Volare (Nel blu dipinto di blu) | Absolute Beginners       |                                                                            |
| 1986 | When the Wind Blows                                                  | Quando soffia il vento   |                                                                            |
| 1990 | Betty Wrong                                                          | The Crossing             | Una versione leggermente diversa venne inclusa in Tin Machine II nel 1991. |
| 1990 | Fame '90                                                             | Pretty Woman             | Versione Gass Mix, pubblicata anche come singolo.                          |
| 1992 | Real Cool World                                                      | Fuga dal mondo dei sogni | Pubblicata anche come singolo con una versione strumentale come lato B.    |
| 1995 | I'm Afraid of Americans                                              | Showgirls                | Versione originale della traccia inclusa in Earthling nel 1997.            |
| 1997 | I Can't Read                                                         | Tempesta di ghiaccio     | Nuova versione della traccia inclusa in Tin Machine nel 1989.              |
| 2000 | Something in the Air                                                 | American Psycho          | Versione American Psycho Remix.                                            |
| 2001 | Candidate                                                            | Intimacy - Nell'intimità | Versione Intimacy Remix.                                                   |
| 2001 | Nature Boy                                                           | Moulin Rouge!            | Cover del brano scritto da Eden Ahbez nel 1948.                            |
| 2001 | American Dream                                                       | Training Day             | Scritta da P. Diddy & The Bad Boy Family.                                  |
| 2003 | Bring Me the Disco King                                              | Underworld               | Versione Loner Mix.                                                        |
| 2004 | Changes                                                              | Shrek 2                  | Eseguita con Butterfly Boucher.                                            |
| 2005 | (She Can) Do That                                                    | Stealth - Arma suprema   | Scritta da Bowie con BT (alias Brian Wayne Transeau).                      |

### Raccolte di artisti vari
| Anno | Brano                            | Album                                                        | Note |
| ---- | -------------------------------- | ------------------------------------------------------------ | --- |
| 1972 | The Supermen                     | Glastonbury Fayre                                            | Registrazione semi-acustica del novembre 1971 (non quella eseguita durante il Glastonbury Fayre del 23 giugno). |
| 1992 | Go Now                           | Ruby Trax: The NME's Roaring 40                              | Versione eseguita durante il Tin Machine Tour 1991/92, con Tony Sales alla voce.                                |
| 1993 | Baby Can Dance                   | Best of Grunge Rock                                          | Versione eseguita dai Tin Machine ad Amburgo il 24 ottobre 1991.                                                |
| 1994 | Needles on the Beach             | Beyond the Beach                                             | Brano strumentale registrato durante le sessioni di Tin Machine II del 1991.                                    |
| 1997 | Hallo Spaceboy                   | Phoenix: The Album                                           | Versione eseguita il 18 luglio 1996 al Phoenix Festival.                                                        |
| 1997 | Planet of Dreams                 | Long Live Tibet                                              | Brano inedito scritto con Gail Ann Dorsey.                                                                      |
| 1997 | Dead Man Walking                 | Live From 6A: Late Night With Conan O'Brien                  | Versione eseguita al Late Night with Conan O'Brien.                                                             |
| 1997 | "Heroes"                         | The Bridge School Concerts Vol.1                             | Versione eseguita al Bridge School Benefit di Mountain View in California.                                      |
| 1998 | A Foggy Day (In London Town)     | Red Hot + Rhapsody: The Gershwin Groove                      | Cover del brano scritto da George e Ira Gershwin nel 1937, eseguita con Angelo Badalamenti.                     |
| 1998 | Dead Man Walking                 | WBCN Naked Too                                               | Versione eseguita l'8 aprile 1997 ai Fort Apache Studios di Boston.                                             |
| 1999 | Scary Monsters (and Supercreeps) | SNL25 Saturday Night Live: The Musical Performances Volume 1 | Versione eseguita l'8 febbraio 1997 al Saturday Night Live.                                                     |
| 2001 | Pictures of Lily                 | Substitute: The Songs of The Who                             | Cover degli Who.                                                                                                |
| 2001 | America "Heroes"                 | The Concert for New York City                                | Versioni eseguite il 20 ottobre 2001 durante il Concerto per New York City.                                     |
| 2005 | Scary Monsters (and Supercreeps) | ONXRT: Live from the Archives Volume 8                       | Versione eseguita il 16 ottobre 1997 a Chicago.                                                                 |

## Collaborazioni

### Album
| Anno | Artista                        | Album                                               | Contributo |
| ---- | ------------------------------ | --------------------------------------------------- | --- |
| 1972 | Mott the Hoople                | All the Young Dudes                                 | Produttore, autore della title track. |
| 1972 | Lou Reed                       | Transformer                                         | Co-produttore. |
| 1973 | Iggy & the Stooges             | Raw Power                                           | Missaggio. |
| 1974 | Mick Ronson                    | Slaughter on 10th Avenue                            | Autore di Growing Up and I'm Fine, coautore di Pleasure Man/Hey Ma Get Papa, traduttore di Music Is Lethal.                                                                |
| 1974 | Dana Gillespie                 | Weren't Born a Man                                  | Autore di Andy Warhol, co-produttore di Mother Don't Be Frightened. |
| 1974 | Steeleye Span                  | Now We Are Six                                      | Sassofono alto nella traccia To Know Him Is to Love Him. |
| 1977 | Iggy Pop                       | The Idiot                                           | Coautore di tutte le tracce, produttore, tastiere, chitarra, sassofono, contributo vocale.                                                                                 |
| 1977 | Iggy Pop                       | Lust for Life                                       | Autore di Lust for Life, Some Weird Sin e Tonight, coautore di Success, Neighborhood Threat, Turn Blue e Fall in Love with Me, co-produttore, tastiere, contributo vocale. |
| 1978 | Philadelphia Orchestra         | David Bowie Narrates Prokofiev's Peter and the Wolf | Narratore. |
| 1978 | Iggy Pop                       | TV Eye Live 1977                                    | Co-produttore, coautore del missaggio, tastiere. |
| 1980 | Iggy Pop                       | Soldier                                             | Coautore e contributo vocale in Play It Safe. |
| 1986 | Iggy Pop                       | Blah Blah Blah                                      | Coproduttore. |
| 1990 | Adrian Belew                   | Young Lions                                         | Autore di Pretty Pink Rose, coautore di Gunman, contributo vocale. |
| 1994 | Mick Ronson                    | Heaven and Hull                                     | Autore di All the Young Dudes, voce in Like a Rolling Stone. |
| 1995 | Ava Cherry and the Astronettes | People from Bad Homes                               | Autore di I Am Divine, I Am a Laser, People from Bad Homes e Things to Do, produttore, contributo vocale.                                                                  |
| 1995 | Reeves Gabrels                 | The Sacred Squall of Now                            | Coautore di You've Been Around e The King of Stanford Hill, contributo vocale.                                                                                             |
| 1998 | Goldie                         | Saturnz Return                                      | Contributo vocale in Truth. |
| 2000 | Reeves Gabrels                 | Ulysses (Della Notte)                               | Contributo vocale in Jewel. |
| 2001 | Rustic Overtones               | Viva Nueva                                          | Contributo vocale in Sector Z e Man Without a Mouth. |
| 2003 | Lou Reed                       | The Raven                                           | Contributo vocale in Hop Frog. |
| 2003 | Kristeen Young                 | Breasticles                                         | Contributo vocale in Saviour. |
| 2003 | Earl Slick                     | Zig Zag                                             | Coautore di Isn't It Evening (The Revolutionary). |
| 2005 | Kashmir                        | No Balance Palace                                   | Contributo vocale in The Cynic. |
| 2006 | TV on the Radio                | Return to Cookie Mountain                           | Contributo vocale in Province. |
| 2008 | Scarlett Johansson             | Anywhere I Lay My Head                              | Contributo vocale in Falling Down e Fannin Street. |
| 2013 | Arcade Fire                    | Reflektor                                           | Contributo vocale nella title track. |

### Singoli
| Anno | Artista            | Singolo                                                                | Contributo                                 |
| ---- | ------------------ | ---------------------------------------------------------------------- | ------------------------------------------ |
| 1967 | Oscar              | Over the Wall We Go / Every Day of My Life                             | Autore del lato A e contributo vocale.     |
| 1967 | The Slender Plenty | Silver Tree Top School for Boys / I've Lost a Friend and Found a Lover | Autore del lato A.                         |
| 1967 | Dee Dee            | Love Is Always / Pancho                                                | Autore del testo di entrambe le tracce.    |
| 1968 | The Beatstalkers   | Rain Coloured Roses / Everything Is You                                | Autore del lato B.                         |
| 1971 | Peter Noone        | Walnut Whirl / Right On Mother                                         | Autore del lato B (in cui suona il piano). |
| 1999 | Placebo            | Without You I'm Nothing                                                | Contributo vocale.                         |
| 2006 | David Gilmour      | Arnold Layne                                                           | Contributo vocale.                         |

## Album tributo
| Anno | Album                                                                               | Artisti                       |
| ---- | ----------------------------------------------------------------------------------- | ----------------------------- |
| 1977 | Dollars In Drag - A Tribute to David Bowie                                          | The Great Imposters           |
| 1995 | Only Bowie                                                                          | AAVV                          |
| 1996 | Crash Course for the Ravers: A Tribute to the Songs of David Bowie                  | AAVV                          |
| 1997 | David Bowie Songbook                                                                | AAVV                          |
| 1997 | The Dark Side of David Bowie                                                        | AAVV                          |
| 1998 | Loving The Alien - Athens, Georgia Salutes David Bowie                              | AAVV                          |
| 1999 | Ashes to Ashes - A Tribute to David Bowie                                           | AAVV                          |
| 1999 | Goth Oddity: A Tribute to David Bowie                                               | AAVV                          |
| 2000 | Goth Oddity 2000: A Tribute to David Bowie                                          | AAVV                          |
| 2000 | Cybernauts Live                                                                     | Cybernauts                    |
| 2001 | Diamond Gods - Interpretations of Bowie                                             | AAVV                          |
| 2002 | The String Quartet Tribute to David Bowie                                           | Vitamin String Quartet        |
| 2002 | Sound + Vision: The Electronic Tribute to David Bowie                               | AAVV                          |
| 2003 | Starman - Rare and Exclusive Versions of 18 Classic David Bowie Songs               | AAVV                          |
| 2003 | Darkness and Disgrace                                                               | Des de Moor e Russell Churney |
| 2004 | The Bowie Chamber Suite - A Classic Rock Tribute to Bowie                           | Classic Rock String Quartet   |
| 2004 | Loving the Alien: Danny Michel Sings the Songs of David Bowie                       | Danny Michel                  |
| 2004 | Spiders from Venus: Indie Women Artists and Female-Fronted Bands Cover David Bowie  | AAVV                          |
| 2005 | The Life Aquatic Studio Sessions                                                    | Seu Jorge                     |
| 2006 | .2 Contamination: A Tribute to David Bowie                                          | AAVV                          |
| 2006 | Oh! You Pretty Things - The Songs of David Bowie                                    | AAVV                          |
| 2007 | BowieMania: Une collection obsessionnelle de Beatrice Ardisson                      | AAVV                          |
| 2007 | David Bowie Acoustic Tribute                                                        | AAVV                          |
| 2007 | Hero - The MainMan Records Tribute to David Bowie                                   | AAVV                          |
| 2007 | Repetition*Bowie - Midfinger's Tribute to David Bowie                               | AAVV                          |
| 2008 | Rebel Rebel (A Tribute to David Bowie)                                              | AAVV                          |
| 2008 | Life Beyond Mars - Bowie Covered                                                    | AAVV                          |
| 2009 | The Ziggy Stardust Omnichord Album                                                  | Techno Cowboy                 |
| 2010 | We Were So Turned On: A Tribute to David Bowie                                      | AAVV                          |
| 2011 | Ziggy Played Surf Guitar                                                            | AAVV                          |
| 2011 | Jazz Oddity                                                                         | Federica Zammarchi            |
| 2011 | Tribute to David Bowie                                                              | Accelorater                   |
| 2011 | The Bowie Variations for Piano                                                      | Mike Garson                   |
| 2012 | Paper Bag Records Vs. The Rise and Fall of Ziggy Stardust and the Spiders from Mars | AAVV                          |
| 2013 | Kiss You In the Rain - Max Lorentz Sings David Bowie                                | Max Lorentz                   |
| 2014 | Subterranean: New Designs on Bowie's Berlin                                         | Dylan Howe                    |
| 2014 | David Bowie Recovered                                                               | AAVV                          |
| 2015 | House of David                                                                      | Lea DeLaria                   |
| 2015 | A Salute to the Thin White Duke - The Songs of David Bowie                          | AAVV                          |
| 2017 | Roots of David Bowie (A Journey Through the Inner World of David Bowie)             | AAVV                          |